# Hypomolis viridella
Espèce
Hypomolis viridella est une espèce de lépidoptères (papillons) de la famille des Erebidae et de la  sous-famille des Arctiinae. Elle a été décrite par le zoologiste norvégien Embrik Strand en 1919. On la trouve au Pérou.